# A. F. Harrold
Ashley Francis Harrold, de son nom de plume A. F. Harrold (né en 1975 à Horsham au Royaume-Uni) est un écrivain britannique, auteur de poèmes et de livres pour la jeunesse.

## Biographie
Ashley Francis Harrold naît en 1975  Horsham au Royaume-Uni. Il participe à des événements de poésie et à des sessions au micro afin de faire connaître ses poèmes, ce qui le conduit à animer des ateliers de poésie, puis à écrire des livres pour la jeunesse. Son premier livre pour la jeunesse est Fizzlebert Stump: The Boy Who Ran Away From the Circus. En 2014, il publie The Imaginary, illustré par Emily Gravett, qui est un succès et est traduit dans plus d'une douzaine de langues, dont le français sous le titre Amanda et les amis imaginaires. Le livre est adapté en un film d'animation japonais, L'Imaginaire, réalisé par Yoshiyuki Momose, en 2023.

## Œuvres pour les adultes

### Recueils de poèmes
- 2004 : Logic and the Heart
- 2007 : Postcards from the Hedgehog
- 2008 : Of Birds and Bees
- 2008 : The Man Who Spent Years in the Bath
- 2010 : Flood
- 2012 : Harold
- 2013 : The Point in Inconvenience
- 2014 : Lies My Mom Never Told Me

### Roman
2010 : The Education of Epitome Quirkstandard

## Œuvres pour la jeunesse

### Récits autonomes
- 2014 : Amanda et les amis imaginaires (The Imaginary), illustré par Emily Gravett
- 2018 : The Afterwards, illustré par Emily Gravett
- The Song from Somewhere Else
- The World We Leave Behind

### Fitzlebert Stump
1. Fitzlebert Stump: The Boy Who Ran Away From the Circus And Joined the Library
2. Fitzlebert Stump and the Bearded Boy
3. Fitzlebert Stump: The Boy Who Cried Fish
4. Fitzlebert Stump and the Girl Who Lifted Quite Heavy Things
5. Fitzlebert Stump and the Boy Who Did P.E. In His Pants
6. Fitzlebert Stump and the Great Supermarket Showdown

### Greta Zargo
1. Greta Zargo and the Death Robots From Outer Space
2. Greta Zargo and the Amoeba Monsters from the Middle of the Earth

### Recueils de poèmes
- Avec Don Conlon : Welcome to Wild Town
- The Book of Not Entirely Useful Advice
- Midnight Feasts (anthologie de poèmes d'autres auteurs rassemblés par A. F. Harrold)
- Poems For 7 Year Olds (anthologie de poèmes d'autres auteurs rassemblés par A. F. Harrold)
- Things You Find In A Poet's Beard

## Adaptation
Le récit Amanda et les amis imaginaires est librement adapté par le studio Ponoc sous la forme d'un long métrage d'animation, L'Imaginaire, réalisé par Yoshiyuki Momose et sorti au Japon en 2023.